# Asyneuma persicum
Asyneuma persicum är en klockväxtart som först beskrevs av A.Dc., och fick sitt nu gällande namn av Joseph Friedrich Nicolaus Bornmüller. Asyneuma persicum ingår i släktet Asyneuma och familjen klockväxter. Inga underarter finns listade i Catalogue of Life.